# 할로윈 6
《할로윈 6》(영어: Halloween: The Curse of Michael Myers)는 1995년 개봉한 미국의 초자연 슬래셔 영화이다. 《할로윈 4》(1988), 《할로윈 5》(1989)와 함께 "손 삼부작"(Thorn Trilogy)에 속한다.
1998년 할로윈 시리즈가 후속작 《할로윈 7: H20》으로 리부트되었을 때 《할로윈 2: 저주받은 병실》(1981)을 바로 이어받으면서 손 삼부작 중심 인물인 제이미 로이드나 관련 이야기는 계승되지 않았다.

## 줄거리
1989년 검은 옷을 입은 남자가 마이클 마이어스와 조카 제이미를 납치하고 해던필드에서 핼러윈이 금지된 후로 6년이 흘렀다. 추종자 무리가 생겼으며 "다머, 번디, 맨슨"에 비견되는 마이클 마이어스는 이제 완전히 죽은 것으로 여겨지고 있다. 그러나 실은 드루이드와 유사한 사교 집단이 순수악을 통제하는 방법을 터득해 마이클 마이어스를 관리해왔던 것으로 암시된다.  
핼러윈 전야에 15살 제이미는 출산을 한 뒤 아기를 안고 도망친다. 마이클 마이어스가 뒤쫓아와 제이미를 죽이지만 아기는 이미 제이미가 어딘가에 숨긴 뒤이다.  
현재 마이클 마이어스의 옛집에는 로리 입양 부모의 친척들인 스트로드가가 거주 중이다. 이 집 딸 케라 스트로드의 6살 짜리 아들 대니는 검은 옷을 입은 남자가 살인을 하라고 말하는 환각에 시달리며, 이를 더 보이스맨(The Voiceman)이라고 부른다. 이 집 길 건너 하숙집에는 제이미의 엄마인 로리가 베이비시터를 해주던 토미가 살고 있다. 마이클 마이어스에게 지나친 집착을 보이는 토미는 제이미가 숨겨둔 아기를 찾아내 스티븐이라고 이름을 짓는다.
고대 드루이드 저주인 손은 질병을 퍼트려 무수한 죽음을 유발하는 악령의 상징이며, 켈트 전설에 따르면 이들은 각 부족에서 아이 하나를 선발해 손 저주에 걸리게 하고 서운 즉 핼러윈 밤에 희생시켜 남은 부족 전체가 생명을 부지하는 의식을 치렀다. 샘 루미스와 토미는 마이클 마이어스가 이 악령의 기운에 영혼이 오염되어 살인을 저지르게 된 것인지도 모른다고 추정한다.      
해던필드에 핼러윈이 다시 부활한 가운데 마이클 마이어스가 주민들 특히 스트로스가와 관련된 인물들을 살해해나가고, 루미스, 토미, 케라가 힘을 합쳐 마이클 마이어스를 상대한다. 이 과정에서 검은 옷을 입은 남자는 루미스의 동료인 윈이었으며 스티븐은 윈이 근무하는 요양원에서 마이클 마이어스의 DNA로 실험한 끝에 처음으로 성공한 복제 시험관 아기라는 사실이 밝혀진다. 또한 토미의 하숙집 주인 블랭컨십 부인은 사교 집단 신도로 드러난다.      
케라, 대니, 스티븐이 요양원으로 납치되지만 토미와 루미스가 구출하러 간다. 윈을 비롯한 의료진이 수술을 준비하던 중 마이클 마이어스가 갑자기 이들을 몰살한다. 토미는 마이클 마이어스에게 스티븐을 건네주는 척하면서 부식성 액체를 주사한 뒤 납관으로 몸을 내리쳐 마이클 마이어스가 정신을 잃게 만든다.      
토미, 케라, 대니, 스티븐은 함께 떠나지만 볼일이 있다는 루미스는 그대로 남는다. 얼마 후 루미스의 비명이 울려퍼지고, 마이클 마이어스와 루미스가 정확히 어떻게 됐는지 알 수 없는 가운데 영화가 끝이 난다.      

## 출연
- 도널드 플레전스 - 샘 루미스 의사 역
- 폴 러드 - 토미 도일 역
- 메리앤 헤이건 - 케라 스트로드 역
- 미첼 라이언 - 테런스 윈 의사 역
- 데빈 가드너 - 대니 스트로드 역
- J. C. 브랜디 - 제이미 로이드 역
  - 대니엘 해리스 - 제이미 로이드 아역 (과거 촬영분, 제작자 편집판)
- 키스 보가트 - 팀 스트로드 역
- 머라이어 오브라이언 - 베스 역
- 킴 다비 - 데브라 스트로드 역
- 브래드퍼드 잉글리시 - 존 스트로드 역
- 리오 지터 - 배리 심스 역
- 수전 스위프트 - 메리 간호사 역
- 조지 P. 윌버 - 마이클 마이어스 역
- 재니스 크니크럼 - 블랭컨십 부인 역
- 톰 프록터 - 모터사이클 모는 남자 역

## 기타 제작진
- 협력 제작: 맬릭 어카드
- 배역: 로스 브라운, 메리 웨스트
- 미술: 브라이언 라이먼
- 의상: 앤 그레이 램버트